# Hohnenberg
Hohnenberg ist ein Weiler, der zur Stadt Lohmar im Rhein-Sieg-Kreis in Nordrhein-Westfalen gehört. 

## Geographie
Hohnenberg liegt im Nordosten von der Stadt Lohmar. Umliegende Ortschaften und Weiler sind Hasenberg und Kulhoven im Norden, Windhausen und Kern im Nordosten, Hähngen und Holl im Südosten, Neuhonrath im Süden und Südwesten, Honsbach im Südwesten, Westen und Nordwesten sowie Grünagger und Aggerhütte im Nordwesten.
Nördlich, westlich, südöstlich und südlich von Hohnenberg entspringen die Quellen und namenlosen Zuflüsse des Honsbach, eines orographisch linken Zuflusses der Agger.

## Geschichte
Im Jahre 1885 hatte Hohnenberg 17 Einwohner, die in vier Häusern lebten.
Bis 1969 gehörte Hohnenberg zu der bis dahin eigenständigen Gemeinde Wahlscheid.

## Verkehr
- Westlich von Hohnenberg verläuft die Bundesstraße 484, östlich die Kreisstraße 34.
- Der Bahnhof Lohmar-Honrath bei Jexmühle liegt für Hohnenberg am nächsten.